# Cyrtopodion rhodocauda
Cyrtopodion rhodocauda es una especie de gecos de la familia Gekkonidae.

## Distribución geográfica yhábitat
Es endémica de los montanos del centro-oeste de Pakistán. Su rango altitudinal oscila entre 1800 y 2400 m s. n. m..